# Östra Sjugarsjön
Östra Sjugarsjön är en sjö i Härjedalens kommun i Hälsingland och ingår i Ljusnans huvudavrinningsområde. Sjön har en area på 0,261 kvadratkilometer och ligger 258,2 meter över havet.

## Delavrinningsområde
Östra Sjugarsjön ingår i det delavrinningsområde (689609-145904) som SMHI kallar för Ovan VDRID = 671496-146308 i 689464-145807s vatte*. Medelhöjden är 262 meter över havet och ytan är 0,88 kvadratkilometer. Räknas de 2 avrinningsområdena uppströms in blir den ackumulerade arean 12,1 kvadratkilometer. Vattendraget som avvattnar avrinningsområdet har biflödesordning 3, vilket innebär att vattnet flödar genom totalt 3 vattendrag innan det når havet efter 202 kilometer. Avrinningsområdet består mestadels av skog (27 procent) och sankmarker (44 procent). Avrinningsområdet har 0,25 kvadratkilometer vattenytor vilket ger det en sjöprocent på 29 procent.